# Nuevo weird

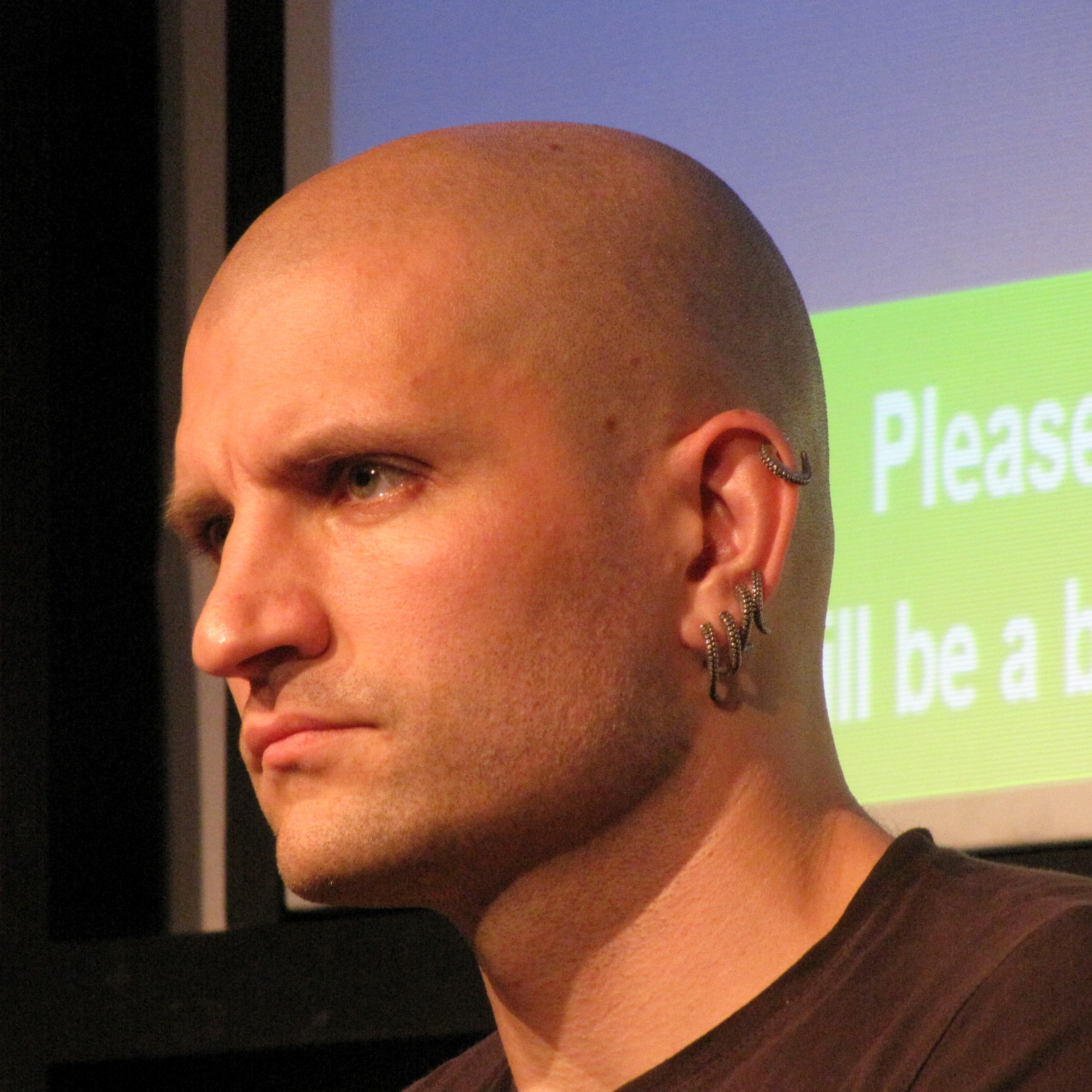
China Miéville

El nuevo weird es un género literario que surgió a partir de la década de 1990, con características similares a la ficción extraña y otros subgéneros de ficción especulativa, como el horror o el género fantástico. Se atribuye la acuñación del término a M. John Harrison, quien lo utilizó en el prólogo de la novela corta The Tain de China Miéville.
Algunos de los autores anglosajones asociados con el género son Paul Di Filippo, M. John Harrison, China Miéville, Alastair Reynolds, Jeff VanderMeer.Entre los autores en lengua española que cultivan el género encontramos a Liliana Colanzi, José Urriola, Rita Indiana, Giovanna Rivero, Luis Carlos Barragán, Michelle Roche Rodríguez, Karen Andrea Reyes, Hank T. Cohen, Erick J. Mota, Cynthia A. Matayoshi, Ramiro Sanchiz, Roberto Chuit Roganovich, entre otros.
En otros medios también se ha destacado el cine de Guillermo del Toro, o la música de artistas como Arca o Björk.

## Historia

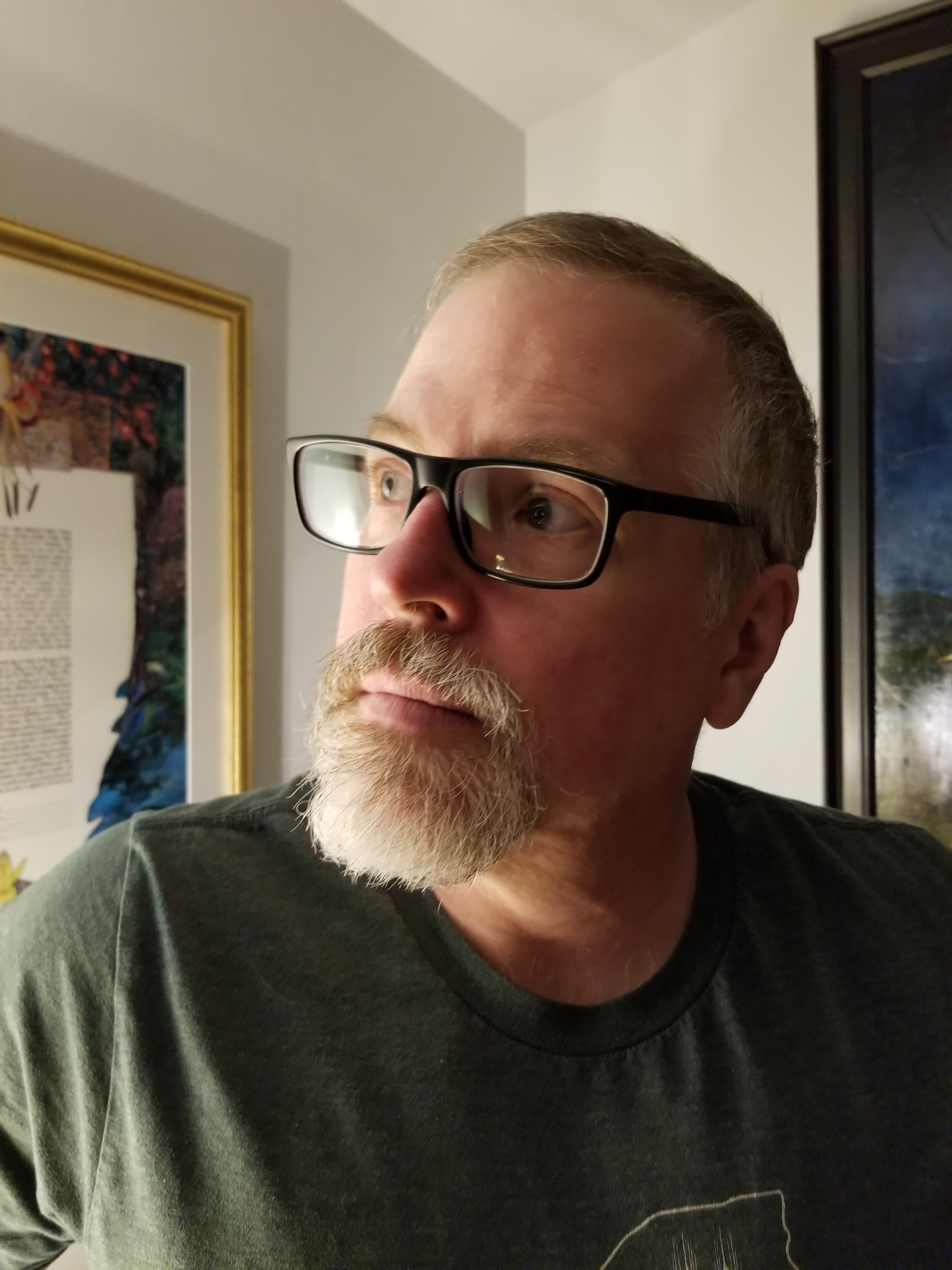
Jeff VanderMeer

Parte de las raíces de este género derivan de los autores de terror pulp, cuyas historias a veces se describían como ficción extraña. La etiqueta "weird tale" también evolucionó a partir de la revista Weird Tales; cuyos historias combinaban a menudo elementos de fantasía, terror y ciencia ficción. Si bien el nuevo weird ha sido influenciad por la ficción extraña tradicional,de autores como HP Lovecraft, gran parte del impulso inicial del movimiento se atribuye a escritores británicos. Revistas como Interzone y The 3rd Alternative (actualmente conocida como Black Static) brindaron oportunidades de publicación para escritores de ciencia ficción y terror de género fluido.
En 2000 China Miéville publicó su libro de La estación de la calle Perdido, uno de los primeros ejemplos del género. Posteriormente, en 2002 publica la novela The Tain, en cuyo prólogo M. John Harrison utiliza el término new weird para calificarla.
En 2003, Harrison posteó en un foro la pregunta: "El new weird. ¿Quién lo hace? ¿Qué es? ¿Es algo? ¿Es acaso nuevo?", el cual provocó una adopción más amplia del término.

En 2008 Ann Vandermeer y Jeff Vandermeer publican la antología The New Weird, que recopila nuevos cuentos, con la intención de ser una "guía aproximada del momento o movimiento conocido como 'new weird', reconociendo que el 'momento' crucial ha quedado atrás, pero que este momento ya había durado mucho más de lo que generalmente se cree, tuvo precursores definidos y continúa difundiendo un efecto, incluso cuando se disipa o se convierte en otra cosa."

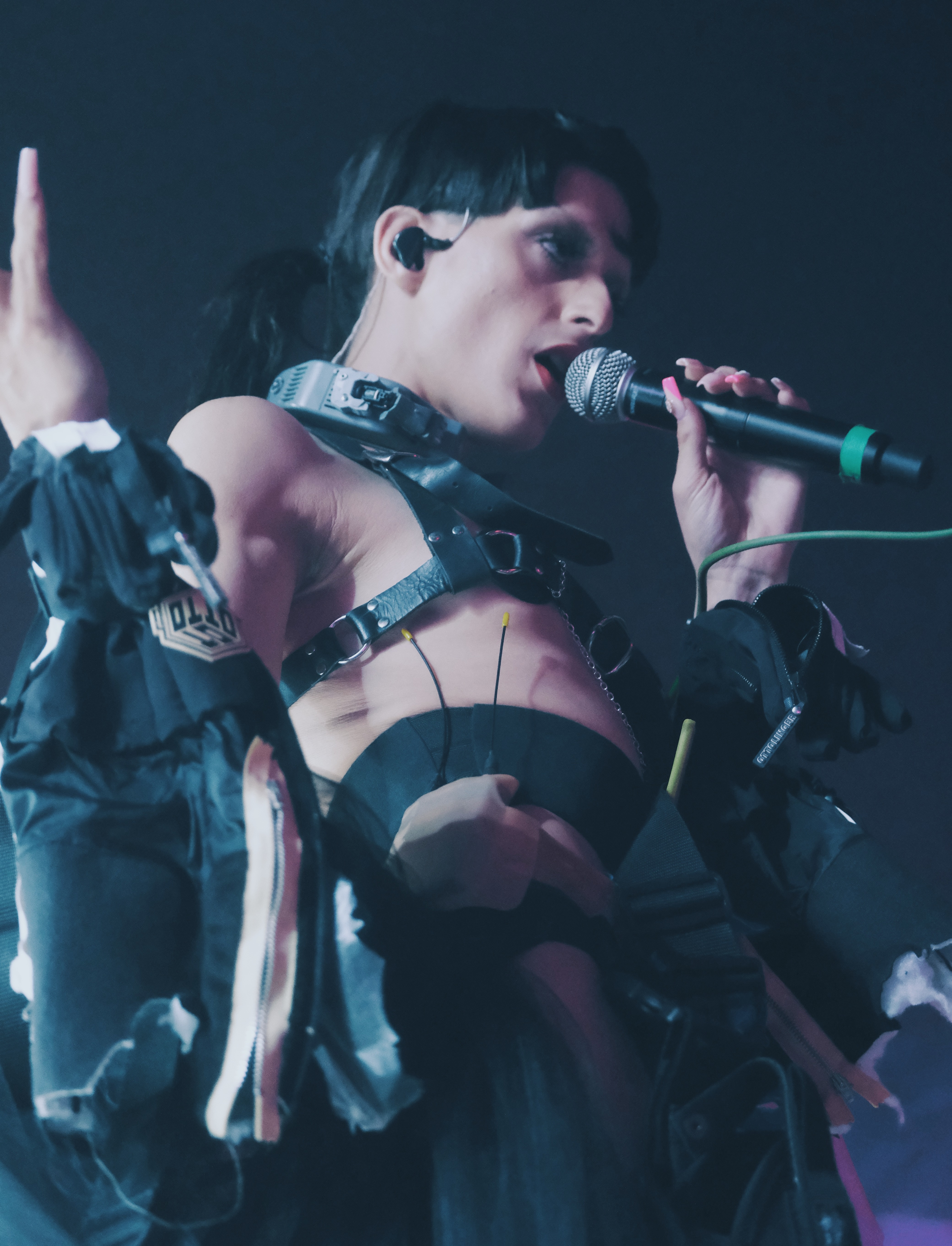
Arca en el Sónar de Barcelona, 18 de julio de 2019.

## Definición
Según Jeff y Ann VanderMeer, en su introducción a la antología The New Weird, el género es "un tipo de ficción urbana" que "subvierte las ideas románticas que se encuentran en la fantasía tradicional, en gran medida eligiendo modelos realistas y complejos, como punto de partida para la creación de escenarios que puedan combinar elementos tanto de ciencia ficción como de fantasía". 
Robin Anne Reid señala que el género tiende a romper las barreras entre la fantasía, la ciencia ficción y el terror sobrenatural.  Al comparar la nueva ficción extraña con la extraña, Rose O'Keefe de Eraserhead Press afirma que "la gente compra New Weird porque quiere ficción especulativa de vanguardia con una inclinación literaria. Es como una corriente con un lado de rareza". 

## En otros medios
Varias películas que han sido reconocidas por encajar en la definición de nuevo weird incluyen El laberinto del fauno y la adaptación de la novela Annihilation de Jeff VanderMeer.  También es el caso de los videojuegos Thief: The Dark Project, The Elder Scrolls III: Morrowind, Disco Elysium: The Final Cut y Control.En la música también destaca la estética posthumana de artistas como Arca o Björk.